# Ordinul Leul Finlandei
Ordinul Leul Finlandei (sau Ordinul Leului Finlandei) (finlandeză Suomen Leijonan ritarikunta; suedeză Finlands Lejons orden) este unul dintre cele trei ordine  (decorații) oficiale ale Finlandei, alături de Ordinul Crucii Libertății și 
Ordinul Trandafirului Alb al Finlandei.
Președintele Finlandei este Mare Maestru al tuturor celor trei ordine. Aceste ordine sunt administrate de un consiliu de conducere (administrație), care constă dintr-un președinte, un vice-președinte și cel puțin patru membri. În timp ce Ordinul Crucii Libertății are propriul său consiliu de administrare, ordinele Trandafirului Alb al Finlandei și Leul Finlandei au un singur consiliu de conducere.

## Istoric
Ordinul Leul Finlandei a fost înființat la 11 septembrie 1942. Motivul introducerii a fost ideea de a menține prestigiul Ordinului Trandafirului Alb al Finlandei, care ar fi putut fi diminuat dacă ar fi fost oferit prea des și, în același timp, să contribuie la lărgirea zonei de acordarea de onoruri meritorii. Leul Finlandei este gândit ca să acordat atât civililor cât și militarilor. Panglica tuturor claselor este roșu închis.
Președintele Finlandei poartă o Stea a Ordinului Leului Finlandei.

## Clase
Clasele Ordinului Leul Finlandei sunt: 
- Comandor - Marea Cruce a Ordinului Leul Finlandei
- Comander - Clasa Întâi a Ordinului Leul Finlandei
- Comandor al Ordinului Leul Finlandei
- Pro Finlandia - Medalie a Ordinului Leul Finlandei (se acordă artiștilor și scriitorilor)
- Cavaler - Clasa Întâi a Ordinului Leul Finlandei
- Cavaler al Ordinului Leul Finlandei
- Cruce de Merit a Cavaler a Ordinului Leul Finlandei

## George Sbârcea, singurul român decorat
În 1942, George Sbârcea primește titlul de Comandor al Ordinului Leul Finlandei, fiind singurul român care a fost distins cu acest titlu. De asemenea, în 1938, la Paris, George Sbârcea a fost decorat de generalul Charles de Gaulle cu Legiunea de Onoare, cea mai înaltă distincție a Franței. 